# Fimbristylis kernii
Fimbristylis kernii är en halvgräsart som beskrevs av Tetsuo Michael Koyama. Fimbristylis kernii ingår i släktet Fimbristylis och familjen halvgräs. Inga underarter finns listade i Catalogue of Life.